# ديدبول

ديد

ديدبول (بالإنجليزية: Deadpool)‏ شخصية كومكس خيالية من مارفل, إخترعها الفنان روب لايفلد والكاتب فبين نسيزا، ظهرت الشخصية لأول مرة في The New Mutants #98 في فبراير 1991, تم تصنيفه من قبل مجلة إمباير في المركز الخامس والأربعون في قائمة «أعظم 50 شخصية في كتب الكومكس», كما تم تصنيفة من قبل آي جي إن في المركز ال31 ضمن قائمة «أفضل 100 بطل في كتب الكومكس».
لديدبول العديد من القوي الخارقة المميزة للغاية مثل عامل الشفاء مثل ولفرين تماما كما أن لديه القدرة علي اختراق حاجز البعد الرابع والحديث مع الجماهير التي تتابعه بشكل مباشر، كذلك لديه رشاقة خارقة بالإضافة علي القدرة علي استعمال كافة الأسلحة النارية بقدرة ودقة كبيرتين، كما ان لدي ديدبول قدرة تحمل خارقة بالإضافة إلي قدرة جسده علي التكيف المستمر مع السرطان الذي أصابه في حالة غريبة من التعايش.